# 김인경 (고려)
김인경(金仁鏡, 1168 ~ 1235년)은 고려의 문신이다. 초명(初名)은 김양경(金良鏡)이며 호는 명암(明庵)이다. 본관은 경주(慶州)이며 동경유수관(東京留守官) 경주 출신이다.

## 생애
금학사(琴學士) 금의(琴儀)의 문하생으로 명종 24년(1194년) 문과에 차석으로 급제하였다. 직사관을 거쳐 기거사인이 되었으며, 고종 때 거란군을 토벌할 때 조충(趙沖)을 따라 판관으로 출정하여 원나라 장군들이 연회를 베풀 정도의 큰 공로를 세웠다. 이후 예부낭중과 추밀원우승선을 거쳐 수찬으로서 명종실록을 편찬하였다. 고종 14년(1227년) 동진(東眞)이 쳐들어오자 지중군병마사로 출정하였으나 패하여 상주목사로 좌천되었다. 5년뒤 형부상서와 한림학사를 겸하여 중앙조정에 복귀하였으며, 지공거로서 과거를 주관하여 김구(金坵)와 같은 많은 인재를 등용하였다. 이어 지추밀원부사, 상서좌복야를 거쳐 정당문학과 이부상서, 감수국사를 겸하였다. 이후 중서시랑평장사에 재임 중 고종 22년(1235년)에 죽었다. 문신이었지만 무예와 행정면에서도 능력이 뛰어났으며, 낭서(郎署)에서 상부(相府)에 이르기까지 모든 문장과 책은 김인경의 손에서 나왔다고 한다. 예서를 잘 쓰고 시사(詩詞)가 청신했으며, 특히 시부(詩賦)를 잘 지었다. 한림별곡에 등장하는 양경시부(良鏡詩賦)로 당시 사대부로서 명망을 떨쳤다. 두곡서원(杜谷書院)에 제향되었으며 시호는 정숙(貞肅)이다.

## 가족
- 고조(高祖)
  - 문하시랑평장사(門下侍郞平章事) 김의진(金義珍)
- 증조(曾祖)
  - 전중내급사(殿中內給事) 증문하시중겸보문대제학(贈學門下侍中兼寶文大提學) 김후덕(金侯德)
- 조부(祖父)
  - 서도감판관(西都監判官) 증문하시랑평장사(贈門下侍郞平章事) 김수지(金壽之)
- 선고(先考)
  - 합문지후(閤門祗候) 김영고(金永固)
- 자녀(子女)
  - 상서좌복야(尙書左僕射) 김연성(金鍊成)
- 손자(孫子)
  - 전객시령(典客寺令) 김영(金瑩)
  - 한림학사(翰林學士) 김승무(金承茂)
  - 공부시랑(工部侍郞) 김성무(金成茂)
  - 한림학사(翰林學士) 김평무(金坪茂)
  - 한림학사(翰林學士) 김충무(金충茂)

## 참고 문헌
- 고려사(高麗史), 고려사절요(高麗史節要), 동국통감(東國通鑑), 경주김씨세보(慶州金氏世譜), 고려열조등과록(高麗列朝登科錄), 동문선(東文選), 신증동국여지승람(新增東國輿地勝覽), 동경잡기(東京雜記).